# Lagarteiro-da-nova-caledônia
Lagarteiro-da-nova-caledônia (português brasileiro) ou Lagarteiro-da-nova-caledónia (português europeu) (Edolisoma anale) é uma espécie de ave da família Campephagidae. É endémica de Nova Caledónia. Os seus habitats naturais são: florestas subtropicais ou tropicais húmidas de baixa altitude e regiões subtropicais ou tropicais húmidas de alta altitude.